# Very Proud of Ya
Very Proud of Ya (рус. Я очень гордый) — второй студийный альбом американской рок-группы AFI. Издан 18 июня 1996 года на лейбле Nitro Records. Это последний альбом AFI, записанный при участии басиста Джеффа Кресге, который также придумал иллюстрацию для обложки.

## Об альбоме
Треки «Two of a Kind» и «Yürf Rendenmein» были перезаписаны с дебютного альбома Answer That and Stay Fashionable. Название «Love is a Many Splendored Thing» — пародия на песню «Love is a Many Splendored Thing» Сэмми Финна и Пола Вебстера, но не является кавером.
Дарреном Доуном и Кеном Даурио был спродюсирован клип на песню «He Who Laughs Last», первый в видеографии AFI.
На iTunes, названия двух треков были неправильно написаны. «Fishbowl» отображалось как «Fishbool», а «Modern Epic» — как «Modern Epidemic». Позже ошибки были исправлены.
В тестовой CD-версии «No Dave Party» был полноценным первым треком, присутствовали бонусы для винила, но не было трека «Theory of Revolution».

## Список композиций
Все тексты написаны Дэйви Хэвок, вся музыка написана Джефф Кресге, кроме отмеченных.
| №   | Название                        | Композитор                | Длительность |
| --- | ------------------------------- | ------------------------- | ------------ |
| 0.  | «No-Dave Party»                 |                           | 1:39         |
| 1.  | «He Who Laughs Last...»         |                           | 1:50         |
| 2.  | «File 13»                       |                           | 1:48         |
| 3.  | «Wake-Up Call»                  | Маркус Стофолес           | 1:42         |
| 4.  | «Cult Status»                   |                           | 1:57         |
| 5.  | «Perfect Fit»                   | Маркус Стофолес           | 1:58         |
| 6.  | «Advances in Modern Technology» |                           | 1:40         |
| 7.  | «Theory of Revolution»          |                           | 1:32         |
| 8.  | «This Secret Ninja»             |                           | 2:20         |
| 9.  | «Soap-Box Derby»                | Маркус Стофолес           | 2:25         |
| 10. | «Aspirin Free»                  | Маркус Стофолес           | 2:45         |
| 11. | «Fishbowl»                      |                           | 1:51         |
| 12. | «Charles Atlas»                 | Маркус Стофолес           | 2:22         |
| 13. | «Crop Tub»                      | Маркус Стофолес           | 1:50         |
| 14. | «Consult My Lover»              |                           | 1:35         |
| 15. | «Take the Test»                 |                           | 1:46         |
| 16. | «Two of a Kind»                 |                           | 1:35         |
| 17. | «Shatty Fatmas»                 |                           | 1:46         |
| 18. | «Yürf Rendenmein»               | Джефф Кресге, Дэйви Хэвок | 2:12         |
| 19. | «Cruise Control»                |                           | 1:11         |
| 20. | «Modern Epic»                   |                           | 1:47         |

## Участники записи
| AFI - Дэйви Хэвок — вокал, гитара («Yürf Rendenmein») - Маркус Стофолес — бэк-вокал, гитара - Джефф Кресге — бэк-вокал, бас-гитара, дизайнер обложки - Адам Карсон — бэк-вокал, барабаны, перкусия Приглашённые музыканты - Пол Маршан — гитара - Nick 13 — бэк-вокал, гитара - Джейд Пьюджет — бэк-вокал, гитара | Технический персонал - Том Аудисио — фотограф - AFI — продюсеры - Дейтон Пайва — фотограф - Биджей Папа — фотограф - Майкл Розен — продюсер, звукорежиссёр - Эдди Шрейер — мастеринг - Винни Винтермайер — дизайн |